# 武田清子
武田 清子（たけだ きよこ、1917年〈大正6年〉6月20日 - 2018年〈平成30年〉4月12日）は、日本の思想史学者、国際基督教大学名誉教授。本名は長 清子（）。夫の長幸男は経済学者。

## 来歴
兵庫県生まれ。1934年神戸女学院高等部を卒業し大学部英文科へ進む。1939年に日米交換留学生として神戸女学院大学の姉妹校、会衆派のオリヴェット大学で学び、卒業後、コロンビア大学に2年在籍、つづいてユニオン神学大学院修了。武田がミシガン州のオリヴェット大学からニューヨークへ移るきっかけは、大学で指導を受けた教員ホームズ・ハートショーン（M. Holmes Hartshorne）が恩師のラインホールド・ニーバーに紹介したことにある。武田をニューヨークに招いたニーバー博士は妻ともども武田が勉学に励めるよう気遣い、日米が開戦すると武田がアメリカに留まれるように後見人として腐心した。この期間に神学者のニーバーとパウル・ティリッヒに出会ったことからキリスト教倫理はじめ宗教哲学、文化という観点で歴史をとらえる思想史を学んでいる。
戦後、平和な世界を実現することについて、思想史の立場から政治と国際関係を考え、一般の人と人のつながりで日本と中国やフィリピンなどアジアの国々との関係をとらえる〈民間外交〉の姿勢を示す。インドで講演を行ったのち、ネール首相が来日したおりに面談している。1952年12月にインドで開かれた第3回 World Conference of Christian Youth でアジアのキリスト教学生と交流を持ち、翌1953年から国際基督教大学で教えはじめると準教授を経て教授を務めた。戦中の日本とアジアとの関係を見直す研究を進めアジア文化研究所を率いて、日本と中国の民間外交に尽力、またアジア諸国から研究者を迎えることに取り組む。アジア文化研究所の40周年を記念し、1998年10月24日に記念講演を行っている。
1961年「人間観の相剋」で東京大学文学博士。1978年『世界』に連載した『天皇観の相剋』で毎日出版文化賞受賞。ラインホルド・ニーバーを紹介、近代日本のキリスト教徒らを研究した。日米開戦時に交換船で帰国した知識人、いわゆる船底の4人の一人。また鶴見俊輔がはじめた思想の科学研究会の最初の7名のメンバーの一人でもある。
1997年に、キリスト教界における長年の功績が認められ日本キリスト教文化協会よりキリスト教功労者の表彰を受ける。「九条科学者の会」呼びかけ人を務める。
2018年4月12日、老衰のため死去。100歳没。

## 著作

### 単著
- 『歴史をつくる学生たち』東京大学協同組合出版部、1947年。OCLC 673316760。
- 『人間・社会・歴史 ニーバーの人と思想』創文社 フォルミカ選書、1953年11月。OCLC 673134659。
- 『日本の教育とキリスト教』新教出版社、1958年。
- 『人間観の相剋 : 近代日本の思想とキリスト教』弘文堂、1959年8月、改訂版1982年。 NCID BN09648020。OCLC 608125477。
- 『天皇制思想と教育』明治図書・社会科教育選書、1964年。OCLC 21118516。
- 『土着と背教 : 伝統的エトスとプロテスタント』新教出版社、1967年。OCLC 18958222。のちオンデマンド版
- 『背教者の系譜 : 日本人とキリスト教』岩波書店〈岩波新書 青版862〉、1973年。OCLC 18801217。度々復刊
- 『正統と異端の〈あいだ〉 : 日本思想史研究試論』東京大学出版会、1976年9月。OCLC 15066318。
- 『天皇観の相剋 : 1945年前後』岩波書店、1978年。OCLC 5198738。
  - 新版『天皇観の相剋 : 1945年前後』154号、岩波書店・同時代ライブラリー、1993年。ISBN 9784002601540。OCLC 30362201。
  - 新版『天皇観の相剋 : 1945年前後』岩波現代文庫、2001年。ISBN 9784006000684。OCLC 48934060。
- 『わたしたちと世界 : 人を知り国を知る』岩波ジュニア新書、1983年8月。ISBN 9784005000654。OCLC 22119910。
- 『婦人解放の道標 : 日本思想史にみるその系譜』ドメス出版、1985年7月。OCLC 15403822。
- 『日本リベラリズムの稜線』岩波書店、1987年12月。ISBN 9784000016629。OCLC 18812761。
- 『峻烈なる洞察と寬容 : 内村鑑三をめぐって』教文館、1995年9月。ISBN 9784764263215。OCLC 35860584。
- 『戦後デモクラシーの源流』岩波書店、1995年11月。ISBN 9784000029940。OCLC 35557726。
- 『私の敬愛する人びと : 考え方と生き方』近代文芸社、1997年10月。ISBN 9784773361940。OCLC 45159460。
- 『未来をきり拓く大学 : 国際基督教大学五十年の理念と軌跡』国際基督教大学出版局、2000年6月。ISBN 9784998088103。OCLC 675073418。
- 『植村正久 : その思想史的考察』教文館、2001年1月。ISBN 9784764263727。OCLC 47277045。
- 『湯浅八郎と二十世紀』教文館、2005年4月。ISBN 9784764265820。OCLC 61705478。
- 『出逢い : 人、国、その思想』キリスト新聞社、2009年6月。ISBN 9784873955445。OCLC 419664107。

### 論考
- 武田清子「二つの世界とキリスト教 : 人間観の課題として」『世界』第35号、岩波書店、1948年1月、27-35頁、ISSN 0582-4532、OCLC 5181510878。
- 武田 清子「学者として、妻として : ニーバー夫人のこと」『婦人公論』第34巻第11号、1948年11月、OCLC 5178961387。
- 武田清子、山田坂仁、佐木秋夫「光の子と闇の子 : ニーバーの思想をめぐる座談会」『理論』第3巻第2号、1949年2月、33-50頁、OCLC 5181731523。
- 關根正雄、松木治三郎、武田清子「絶対平和主義と現実主義 : キリスト教社会倫理の問題として」『戰爭と平和について』、新教出版社、1950年12月、NCID BN14793947、OCLC 672480929。
- 武田清子、大須賀潔、山崎孝子「ヨーロッパから帰つて : 武田清子氏に聴く(鼎談)」『基督教文化』第61巻、1951年11月、12-29頁、OCLC 5175602030。
- 武田清子「臣民教育とキリスト教人間観 (上)」『思想』第366号、1954年12月、1417-1429頁、ISSN 0386-2755、OCLC 5182264018。
- 武田清子「臣民教育とキリスト教人間観 (中)」『思想』第367号、1955年1月、ISSN 0386-2755、OCLC 5182143670。
- 武田清子『日本人とキリスト教教育』新教出版社〈キリスト教教育講座 1〉、1958年。OCLC 673443910。
- 武田清子『天皇観の相剋--連合国の占領政策』371号、岩波書店、1976年10月、260-275頁。ISSN 0582-4532。OCLC 5181284482。
- 武田清子『天皇観の相剋-2-イギリス人にとっての天皇制』372号、岩波書店、1976年11月、292-309頁。ISSN 0582-4532。OCLC 5181285984。
- 武田清子『天皇観の相剋-3-「天孫民族の世界征覇」観とオーストラリア』373号、岩波書店、1976年12月、218-233頁。ISSN 0582-4532。OCLC 5181283265。
- 武田清子『天皇観の相剋-4-中国人と日本の「覇道」主義』376号、岩波書店、1977年3月、242-262頁。ISSN 0582-4532。OCLC 5181281540。
- 武田清子『天皇観の相剋-5-無条件降伏の「鍵」』377号、岩波書店、1977年4月、301-315頁。ISSN 0582-4532。OCLC 5181279201。
- 武田清子『天皇観の相剋-6完-敗戦と天皇制 :〈伝統主義的支配〉変革のドラマ』379号、岩波書店、1977年6月、116-153頁。ISSN 0582-4532。OCLC 5181278855。
- 武田清子 著、家永三郎教授東京教育大学退官記念論集刊行委員会 編『日本思想史の方法-宗教思想を軸に』三省堂、1979年6月。 NCID BN00374775。OCLC 7128357。
- 武田清子（著）、国際基督教大学社会科学研究所（編）「河合栄治郎の自由主義論 : 昭和前期における思想的位置」『社会科学ジャーナル』第21巻第2号、1983年3月、1-25頁、ISSN 0454-2134、OCLC 5172695547。
- 武田清子「女の戦後史-72-市川房枝 : 孤独に耐えつつイバラの道を拓く〔含 アプローチ : 市川房枝年譜〕」『Asahi journal』第26巻第35号、朝日新聞社、1984年8月24日、36-40頁、ISSN 0571-2378、OCLC 5176606998。
- 武田清子（著）、教育哲学会（編）「キリスト教と教育の接点〈宮本武之助先生喜寿記念論集〉」『教育哲学研究』第50号、1984年、90-94頁、ISSN 0387-3153、OCLC 5173936141。
- 武田清子「清沢洌のファシズム批判 : 没後40年に際して」『世界』第475号、岩波書店、1985年6月、158-177頁、ISSN 0582-4532、OCLC 5181360282。
- 武田清子（著）、国際基督教大学社会科学研究所（編）「河合栄治郎の自由主義論—承前—「大学の自由」をめぐって」『社会科学ジャーナル』第24巻第1号、1985年10月、1-21頁、ISSN 0454-2134、OCLC 5172696564。
- 武田清子（著）、日本評論社（編）「天皇制について」『法学セミナー増刊 総合特集シリーズ』第33号、1986年5月、2-9頁、OCLC 5172288751。
- 武田清子（著）、教育哲学会（編）「日本思想史の立場から」『教育哲学研究』第53号、1986年、12-17頁、ISSN 0387-3153、OCLC 5173937448。
- TAKEDA, Kiyoko (1988). The dual-image of the Japanese emperor. New York Univ. Pr.. ISBN 9780814781784. OCLC 18051322
- 武田清子（著）、教育哲学会（編）「モーゼス-マイモニデスの祈り」『教育哲学研究』第66号、1992年、73-83頁、ISSN 0387-3153、OCLC 173941473。
- 武田清子「大正期の2つの教養主義」『日本古書通信』第57巻第9号、1992年9月、2-4頁、ISSN 0387-5938、OCLC 5178807516。
- 武田清子（著）、尾崎行雄記念財団（編）「日本におけるリベラリズム」第123号、尾崎行雄記念財団、1995年、ISSN 1342-5765、OCLC 5179000823。
- 武田清子、天野正子「生活と思想と」『思想の科学 第8次』第35号、1995年、4-20頁、ISSN 0389-8083、OCLC 5180816690。
- 小林昇、武田清子、丸山真男「追悼 大塚久雄〔含 年譜-著訳書〕」『みすず』第38巻第9号、1996年9月、17-39頁、OCLC 5184108729。
- 武田清子（著）、創文社（編）「丸山真男教授の思い出 : 思想史研究の歩みの中で」『創文』、1996年11月、1-5頁、ISSN 1343-6147、OCLC 5173984689。
- 武田清子 著、明治学院大学キリスト教研究所 編『横浜バンドの女性観 : 「日本の花嫁」事件をめぐって』2号、明治学院大学キリスト教研究所、1997年。 NCID BA35134324。OCLC 675073318。
- 武田清子「講演 私の出会った丸山眞男 : 戦後日本の座標軸」『世界』第704号、岩波書店、2002年8月、265-275頁、ISSN 0582-4532、OCLC 5181568295。
- 国際基督教大学社会科学研究所（編）「湯浅八郎と二十世紀」『社会科学ジャーナル』第1巻第49号、2002年10月、29-53頁、ISSN 0454-2134、OCLC 5172703435。
- 国際基督教大学社会科学研究所（編）「湯浅八郎と二十世紀 : 昆虫学から〈同志社事件〉渦中へ」『社会科学ジャーナル』第2巻第50号、2003年3月、1-24頁、ISSN 0454-2134、OCLC 5172703491。
- 国際基督教大学社会科学研究所（編）「湯浅八郎と二十世紀」『社会科学ジャーナル』第3巻第51号、2003年9月、29-58頁、ISSN 0454-2134、OCLC 5172703723。
- TAKEDA, Kiyoko (2003). Higher education for tomorrow: International Christian University and postwar Japan. International Christian University Press. ISBN 9784998088110. OCLC 53304699
- 国際基督教大学社会科学研究所（編）「湯浅八郎と二十世紀」『社会科学ジャーナル』第4巻第52号、2004年3月、75-99頁、ISSN 0454-2134、OCLC 5172703913。
- 国際基督教大学社会科学研究所（編）「Yuasa Hachiro and the 20th Century」『社会科学ジャーナル』第3巻第51号、2003年9月、59-61頁、ISSN 0454-2134、OCLC 5172703728。
- 「追放解除後、日米知的交流委使節で訪米の市川さん : 武田清子さんに聞く」『女性展望』第12巻第618号、2009年9月、16-18頁、ISSN 1345-7098、OCLC 5173839527。
- 武田 清子（著）、聖学院大学総合研究所（編）「〈光の子と闇の子〉について」『聖学院大学総合研究所紀要』第48号、2010年、101-136頁、ISSN 0917-8856、OCLC 5176960757。

### 編著
- 丸山真男 著、武田清子 編『思想史の方法と対象 : 日本と西欧』創文社、1961年。OCLC 18958252。
- 『日本プロテスタント人間形成論』明治図書出版〈世界教育学選集29〉、1963年。OCLC 18958338。
- 国際基督教大学アジア文化研究委員会、武田清子 編『日本キリスト教文献目錄』国際基督教大学、1965年。OCLC 16284835。 第一部：1543-1858年、第二部：明治期 1859-1912
- 中村元、武田清子、宮城音彌 編『新編倫理・社会』1967年。OCLC 835115137。
- 中村元、武田清子、宮城音彌 編『倫理・社会』東京書籍、1968年。OCLC 835115094。
- 家永三郎 著、武田清子 編『日本思想史に於ける否定の論理の発達』 10巻、新泉社〈叢書名著の復興〉、1969年9月。OCLC 14969490。
- 武田清子 著、武田清子 編『比較近代化論 : 外国人学者のアプローチ』未来社、1970年。OCLC 14969292。
- 新渡戶稲造 著、新渡戶稲造全集編集委員会、武田清子 編『新渡戶稲造全集7』教文館、1970年。OCLC 33570142。
- 『人権の思想』筑摩書房、1970年。OCLC 8338398。
- 木下尚江 著、武田清子 編『木下尚江集』筑摩書房〈近代日本思想大系10〉、1975年。OCLC 15703479。
- 武田清子 著、武田清子 編『キリスト教』筑摩書房〈現代日本思想大系6〉、1964年。OCLC 19854552。
- 『明治宗教文学集』2号、筑摩書房〈明治文学全集88〉、1975年。OCLC 703743240。
- 『新島襄・植村正久・清澤滿之・綱島梁川集』筑摩書房〈明治文学全集46〉、1977年。OCLC 20879600。
- 加藤周一、木下順二、丸山真男 著、武田清子 編『日本文化のかくれた形』岩波書店、1984年7月。ISBN 4000016490。 NCID BN00752373。
  - 新版 加藤周一、木下順二、丸山真男 著、武田清子 編『日本文化のかくれた形』岩波書店〈同時代ライブラリー〉、1991年。ISBN 9784002600840。OCLC 27912054。
  - 新版 加藤周一、木下順二、丸山真男 著、武田清子 編『日本文化のかくれた形』128号、岩波書店〈岩波現代文庫・学術〉、2004年9月。ISBN 4006001282。 NCID BA68668437。
- “Tradition and Modernization - Essays in Honour of the Seventieth Birthday of Professor Kiyoko Takeda Cho –”. Asian Cultural Studies Special Issue (2). (Novmber 1990).
- 長（武田）清子「思想史に学ぶ」『Asian Cultural Studies』Special Issue第2号、Novmber 1990。 長（武田）清子教授略年譜　著書・論文リスト
- 宋慶齢日本基金会 著、武田清子 編『中国のきり拓く道 : 日本より見る』勁草書房、1992年。ISBN 9784326350902。OCLC 28849476。
- 『イギリス思想と近代日本』 38巻、北樹出版〈フマニタス選書〉、1992年。ISBN 9784893842459。OCLC 8675639。
- 『女子青年界. 解說・総目次・索引』不二出版、1994年。OCLC 47549768。
- 武田清子『中国へのかけはし』宋慶齢日本基金会、2000年9月。OCLC 675510031。
- 阿部志郎、雨宮栄一、武田清子、森田進『賀川豊彦を知っていますか : 人と信仰と思想』古屋安雄、加山久夫、教文館、2009年。ISBN 9784764260276。OCLC 320799577。
- 賀川豊彦記念松沢資料館 編『日本キリスト教史における賀川豊彦 : その思想と実践』新教出版社、2011年5月。ISBN 9784400213147。OCLC 752059023。
- 貝塚茂樹 編『戦後道徳教育の停滞と再生』 14巻、道徳教育の課題と授業論をめぐる論争、日本図書センター、2015年1月。ISBN 9784284306232。 NCID BB17777228。OCLC 906684867。
- 宇野重規 編『民主主義と市民社会』 3巻、岩波書店、2016年8月。ISBN 9784000270359。OCLC 959262055。

### 翻訳
- ラインホールド・ニーバー『光の子と闇の子 : キリスト教人間観によるデモクラシー及びマルキシズムの批判』新教出版社、1948年。 NCID BN14333222。OCLC 673836550。
  - 原書 Niebuhr, Reinhold (1943). The children of light and the children of darkness : a vindication of democracy and a critique of its traditional defenders.. London: Nisbet. OCLC 614629328
  - 『光の子と闇の子 : デモクラシーの批判と擁護』（改訳版）聖学院大学出版会、1994年。ISBN 9784915832031。OCLC 675327613。
  - 新版『光の子と闇の子　デモクラシーの批判と擁護』晶文社、2017年10月。ISBN 978-4-7949-6967-5
- ラインホールド・ニーバー 著、武田清子 訳『キリスト教人間観 第1部 : 人間の本性』新教出版社、1951年。OCLC 834969696。